# Joshua Kushner
Joshua Kushner (Livingston, Nova Jérsia,12 de junho de 1985) é um empresário e investidor americano. Ele é o fundador e sócio-gerente da empresa de capital de risco Thrive Capital, co-fundador da Oscar Health e filho do incorporador imobiliário Charles Kushner. Ele é irmão de Jared Kushner, genro e ex-conselheiro sênior do ex-presidente dos Estados Unidos Donald Trump. Ele também é proprietário minoritário do Memphis Grizzlies.

## Biografia
Joshua Kushner nasceu em 12 de junho de 1985, em Livingston, Nova Jersey, onde cresceu em uma família judia, filho dos pais Charles e Seryl Kushner. Ele se formou na Universidade Harvard em 2008 e na Harvard Business School em 2011.
Ele começou a namorar a modelo Karlie Kloss em 2012. O casal ficou noivo em julho de 2018, um mês após a conversão de Kloss ao judaísmo. O casal se casou em 18 de outubro de 2018.

## Fortuna
No início de 2022, ele detinha quase US$ 500 milhões com base em suas participações na Thrive Capital (US$ 240 milhões) e na Oscar Health (US$ 243 milhões).
De acordo com a revista Forbes, sua participação na Thrive Capital, da qual ele é acionista de 66%, é estimada em US$ 1,9 bilhão em 2022.